# 西费韦·沙巴拉拉
罗伦斯·西费韦·沙巴拉拉（英語：Lawrence Siphiwe Tshabalala，1985年4月11日—）是一名南非足球运动员。
在2010年南非世界盃替主辦國射入該屆世界盃的第一球